# ライヴ! (ジルベルト・ジルのアルバム)
『ライヴ!』（原題：Quanta Gente Veio Ver: Ao Vivo）は、ジルベルト・ジルが1998年に発表したライブ・アルバム。『Quanta Live』というタイトルで紹介されることもある。
1997年に行われたワールド・ツアーのうち、8月のリオデジャネイロ公演におけるライブ録音が収録された。「イズ・ディス・ラヴ」と「スティア・イット・アップ」はボブ・マーリーのカヴァー。
本作は1999年2月、第41回グラミー賞で最優秀ワールド・ミュージック・アルバム賞を受賞した。Richard S. Ginellはオールミュージックにおいて5点満点中4.5点を付け「このCDは、ジルがブラジルから世界に発信された音楽ムーヴメント"トロピカリズモ"の先駆者としての役割を果たしたことを遺憾なく反映している」と評している。

## 収録曲
特記なき楽曲はジルベルト・ジル作。
1. イントロダクション - "Introducão" - 2:34
2. 舞台 - "Palco" - 3:58
3. イズ・ディス・ラヴ - "Is This Love" (Bob Marley) - 4:55
4. スティア・イット・アップ - "Stir It Up" (B. Marley) - 4:42
5. ヘファヴェイラ - "Refavela" - 3:56
6. ヴェンデドール・ジ・カランゲージョ - "Vendedor de Caranguejo" (Gordurinha) - 4:08
7. クワンタ - "Quanta" - 5:58
8. エストレーラ（星） - "Estrela" - 4:45
9. ペラ・インテルネッチ - "Pela Internet" - 4:23
10. セレブロ・エレトロニコ - "Cérebro Eletrônico" - 3:50
11. オパショロー - "Opachorô" - 4:20
12. コパカバーナ - "Copacabana" (Braguinha, Alberto Ribeiro) - 4:48
13. ニュース - "A Novidade" (Gilberto Gil, Herbert Vianna, Bi Ribeiro, João Barone) - 5:18
14. ガンジー - "O Ghandi" (Antônio do Caixão) - 3:42
15. 金と象牙 - "De Ouro e Marfim" - 3:55

## 参加ミュージシャン
- ジルベルト・ジル - ボーカル、ギター
- セルソ・フォンセカ（ポルトガル語版） - ギター
- Paulo Calasans - キーボード
- Arthur Maia - ベース
- ジョルジーニョ・ゴメス（ポルトガル語版） - ドラムス
- Gustavo de Dalva - パーカッション
- Leonardo Reis - パーカッション
- ラウル・マスカレーニャス（ポルトガル語版） - 管楽器